# Petr Lebedev
Petr Lebedev, ryska: Пётр Николаевич Лебедев, Pjotr Nikolajevitj Lebedev, född 24 februari 1866, död 1 mars 1912, var en rysk fysiker.

## Biografi
Lebedev blev professor i fysik vid universitetet i Moskva 1900. Han undersökte elektromagnetiska problem och lyckades 1899 experimentellt påvisa det tryck, som ljuset utövar i sin fortplantningsriktning och som James Clerk Maxwell härledde ur den elektromagnetiska ljusteorin. Lebedev arbetade även med akustiska problem och studerade speciellt de korta ljudvågorna. Bland hans skrifter märks Die Druckkräfte des Liches (1912).